# Copas nacionales del fútbol salvadoreño

Las Copas Nacionales del Fútbol Salvadoreño fueron competiciones organizadas por distintas entidades oficiales, como el Instituto Nacional de los Deportes de El Salvador (INDES) y la Federación Salvadoreña de Fútbol (FESFUT). Se disputaron de manera inconsistente. Se consideran copas nacionales porque en estas se integraban las diferentes categorías del sistema de ligas de El Salvador, aunque en algunos casos solo se incluyeron equipos de Primera División. Asimismo, estas copas fueron desarrolladas de forma paralela a los torneos de cada división, por lo general jugándose con el formato de eliminación directa.  

## Copa Nacional

### Historia
En estas copas participaron equipos de Primera División, Segunda División y Tercera División, excepto en la Copa EDESSA Independencia, que se disputó a partido único entre dos equipos invitados. Estas Copas Nacionales se dividieron en cuatro torneos:
1. El Torneo de Copa: El Club Deportivo Atlético Marte lo ganó el 10 de abril de 1991, lo que le permitió clasificar a la Recopa de la Concacaf de ese mismo año.[2][3]
2. La Copa Presidente: se disputó únicamente en las temporadas 2000, 2005 y 2006.
3. La Copa EDESSA Independencia: se jugó una sola una vez en el año 2014.
4. La Copa INDES: se llevó a cabo en las temporadas 2016-17 y 2018-19 y se espera que se lleve a cabo en 2025.

### Historial
Solamente cinco equipos han conseguido alzarse con el título de copa, siendo el Club Deportivo Águila y el Santa Tecla Fútbol Club los únicos que la han ganado en más de una ocasión. Ningún equipo perteneciente a una división inferior ha podido ganarlo, siendo el Independiente el club de Segunda División que más alto ha llegado, haciéndose con el subcampeonato en el 2005, año en el cual vendió su derecho a participar de la Liga Mayor –aunque logró ascender al año siguiente–.
| Año                       | Campeón                     | Resultado      | Subcampeón                | Notas                                                                           |
| Torneo de Copa            | Torneo de Copa              | Torneo de Copa | Torneo de Copa            | Torneo de Copa                                                                  |
| ------------------------- | --------------------------- | -------------- | ------------------------- | ------------------------------------------------------------------------------- |
| 1991                      | Atletico Marte San Salvador | 2 - 1          | Luis Ángel Firpo Usulután | Atlético Marte clasificó a la Recopa de la Concacaf de 1991 donde salió campeón |
| Copa Presidente           |                             |                |                           |                                                                                 |
| 2000                      | Águila San Miguel           | 3 - 2          | Luis Ángel Firpo Usulután | Águila consiguió "doblete" con el Apertura 2000 y Copa Presidente 2000          |
| 2001-2004                 | No Disputado                | No Disputado   | No Disputado              | No Disputado                                                                    |
| 2005                      | Atlético Balboa La Unión    | 2 - 0          | Independiente San Vicente | Atlético Balboa descendió a Segunda al año siguiente, Independiente ascendió    |
| 2006                      | 11 Municipal Ahuachapán     | 1 - 0          | Águila San Miguel         | 11 Municipal consiguió "doblete" con el Apertura 2006 y Copa Presidente 2006    |
| Copa EDESSA Independencia |                             |                |                           |                                                                                 |
| 2014                      | Águila San Miguel           | 2 - 0          | FAS Santa Ana             | CD Águila primer equipo con más de una copa                                     |
| Copa El Salvador          |                             |                |                           |                                                                                 |
| 2016-2017                 | Santa Tecla La Libertad     | 1 - 0          | FAS Santa Ana             | Santa Tecla consiguió "doblete" con el Clausura 2017 y Copa INDES 2016-17       |
| 2018-2019                 | Santa Tecla La Libertad     | 1 - 0          | Audaz San Vicente         | Santa Tecla Segundo equipo con más de una copa                                  |
| 2020-2024                 | No Disputado                | No Disputado   | No Disputado              | No Disputado                                                                    |
| 2025                      |                             |                |                           | Fechas aun no confirmadas                                                       |

     Nombre oficial del torneo.

### Títulos por club
| Equipo          | Títulos | Subcampeón | Años campeón          | Años subcampeón  |
| --------------- | ------- | ---------- | --------------------- | ---------------- |
| Águila          | 2       | 1          | 2000 y 2014           | 2006             |
| Santa Tecla     | 2       | -          | 2016-2017 y 2018-2019 |                  |
| Atlético Marte  | 1       | -          | 1991                  |                  |
| Atlético Balboa | 1       | -          | 2005                  |                  |
| 11 Municipal    | 1       | -          | 2006                  |                  |
| LA Firpo        | -       | 2          |                       | 1991 y 2000      |
| FAS             | -       | 2          |                       | 2014 y 2016-2017 |
| Independiente   | -       | 1          |                       | 2005             |
| Audaz           | -       | 1          |                       | 2018-2019        |

## Supercopa Nacional
La Supercopa de El Salvador 2019 fue la primera edición de la Supercopa de El Salvador. Esta edición fue disputada por el campeón de la Copa El Salvador correspondiente a la edición 2018-19, Santa Tecla Fútbol Club y el campeón del Campeón de Campeones 2019, Club Deportivo Águila.
La Supercopa de El Salvador 2024 fue la segunda edición de la Supercopa de El Salvador. Esta edición fue disputada por el campeón de la Apertura 2023, Club Deportivo Águila y el campeón del Clausura 2024, Alianza Futbol Club.

### Historial
| Año                      | Campeón                   | Resultado                | Subcampeón                   | Notas                                                                                       |
| Supercopa de El Salvador | Supercopa de El Salvador  | Supercopa de El Salvador | Supercopa de El Salvador     | Supercopa de El Salvador                                                                    |
| ------------------------ | ------------------------- | ------------------------ | ---------------------------- | ------------------------------------------------------------------------------------------- |
| 2019                     | Águila San Miguel (CC)    | 1 - 1 (3-0 pen.)         | Santa Tecla La Libertad (CI) | Águila primer equipo campeón de la supercopa                                                |
| Cambio de Formato        |                           |                          |                              |                                                                                             |
| 2020-2023                | No disputado              | No disputado             | No disputado                 | No disputado                                                                                |
| 2024                     | Águila San Miguel (A)     | 1 - 1 (3-2 pen.)         | Alianza San Salvador (C)     | Aguila primer equipo con más de una copa y en llegar a más de 2 finales                     |
| 2025                     | Hércules San Salvador (A) | 2 - 1                    | Alianza San Salvador (C)     | Hércules segundo equipo en ganar la supercopaprimera final entre equipos de la misma ciudad |

A: Campeón del Torneo Apertura; C: Campeón del Torneo Clausura; CI: Campeón de la Copa INDES; CC: Campeón del Campeón de Campeones.

### Títulos por club
| Equipo      | Títulos | Subcampeón | Años campeón | Años subcampeón |
| ----------- | ------- | ---------- | ------------ | --------------- |
| Águila      | 2       | -          | 2019 y 2024  |                 |
| Hércules    | 1       | -          | 2025         |                 |
| Alianza     | -       | 2          |              | 2024 y 2025     |
| Santa Tecla | -       | 1          |              | 2019            |

## Campeón de Campeones
Los clubes triunfadores del torneo Apertura y Clausura disputan el título de Campeón de Campeones de la Primera División. El Campeón de Campeones 2019 fue la primera y única edición del Campeón de Campeones de la Primera División. Esta edición fue disputada por los campeones de la Primera División correspondientes al Torneo de Apertura de 2018 (Santa Tecla Fútbol Club) y al  Torneo de Clausura de 2019 (Club Deportivo Águila).

### Historial
| Año                  | Campeón               | Resultado            | Subcampeón                  | Notas                                                     |
| Campeón de Campeones | Campeón de Campeones  | Campeón de Campeones | Campeón de Campeones        | Campeón de Campeones                                      |
| -------------------- | --------------------- | -------------------- | --------------------------- | --------------------------------------------------------- |
| 2019                 | Águila San Miguel (C) | 2-1                  | Santa Tecla La Libertad (A) | CD Àguila primer y unicó campeón del Campeón de Campeones |

A: Campeón del Torneo Apertura; C: Campeón del Torneo Clausura.

### Títulos por club
| Equipo      | Títulos | Subcampeón | Años campeón | Años subcampeón |
| ----------- | ------- | ---------- | ------------ | --------------- |
| Águila      | 1       | -          | 2019         |                 |
| Santa Tecla | -       | 1          |              | 2019            |